# Pachydactylus gaiasensis
Pachydactylus gaiasensis — вид геконоподібних ящірок родини геконових (Gekkonidae). Ендемік Намібії.

## Поширення і екологія
Pachydactylus gaiasensis мешкають на північному заході регіону Дамараленд. Вони живуть серед скель, слабо порослих рослинністю. Зустрічаються на висоті від 400 до 900 м над рівнем моря. 